# 拉克魯斯
拉克魯斯是哥倫比亞的城鎮，位於該國西南部，由納里尼奧省負責管轄，距離首府帕斯托103公里，始建於1535年2月11日，面積257平方公里，海拔高度2,678米，2005年人口17,633，人口密度每平方公里68.61人。
1°36′17″N 76°58′27″W / 1.60472°N 76.9742°W